# Stazione di Beilen
Beilen, è una stazione ferroviaria secondaria passante di superficie sulla linea ferroviaria Meppel-Groninga nella città di Beilen, Paesi Bassi.